# الوهراني (نوع غناء)
الراي الوهراني هو النمط الموسيقي الذي نشأ في ضواحي وهران سنوات 1930 وهو يجمع بين عناصر الملحون، البدوي والإسباني. تحتوي الكلمات على إشارات سياسية أحيانا.
تم استبدال الأدوات الموسيقية التقليدية للملحون بآلات حديثة مثل العود، الأكورديون، البانجو والبيانو. بتغيير الألحان والإيقاعات اكتسبت النمط الوهراني عالمية أكثر من الملحون.
يتميز الوهراني عن الملحون بالجودة الموسيقية بالإضافة إلى أن الأفكار الشعرية أكثر تفصيلا من الراي.

## مهرجانات
- مهرجان الموسيقى والأغنية الوهرانية في وهران[1][2][3]

## وصلات خارجية
- (بالفرنسية) مهرجان الأغنية الوهرانية إيقاعات ونجاحات "جريدة الجمهورية"